# Provincia di Kamphaeng Phet
La provincia di Kamphaeng Phet si trova in Thailandia e fa parte del gruppo regionale della Thailandia del Nord. Si estende per 8.607 km² e a tutto il 2021 aveva 712 143 abitanti. Il capoluogo è il distretto di Mueang Kamphaeng Phet e la città principale è Kamphaeng Phet.

## Geografia antropica

Mappa degli Amphoe

La provincia è suddivisa in 11 distretti (amphoe), che a loro volta sono suddivisi in 78 sottodistretti (tambon) e 823 villaggi (muban).
| 1. Mueang Kamphaeng Phet 2. Sai Ngam 3. Khlong Lan 4. Khanu Woralaksaburi 5. Khlong Khlung 6. Phran Kratai | 1. Lan Krabue 2. Sai Thong Watthana 3. Pang Sila Thong 4. Bueng Samakkhi 5. Kosamphi Nakhon |

### Amministrazioni comunali
A tutto il 2021 non vi erano comuni della provincia con lo status di città maggiore (thesaban nakhon). I 3 comuni che rientravano tra le città minori (thesaban mueang) erano Kamphaeng Phet (che aveva 28.125 residenti), Pang Makha (17.663) e Nong Pling (12.615 nel 2020). Nell'aprile 2020 vi erano inoltre 22 municipalità di sottodistretto (thesaban tambon), mentre le aree che non ricadevano sotto la giurisdizione delle amministrazioni comunali erano governate da un totale di 64 "Organizzazioni per l'amministrazione del sottodistretto" (ongkan borihan suan tambon).